# داميان مانسو
داميان مانسو (بالإسبانية: Damián Manso) هو لاعب كرة قدم أرجنتيني في مركز الوسط، ولد في 6 يونيو 1979 في روساريو في الأرجنتين. لعب مع إل. دي. يو. كيتو وإنديبندينتي وتشاكاريتا جيونيورز وخوستو خوسيه دي كاروكا ونادي النصر ونادي باتشوكا ونادي باستيا ونادي تشياباس ونادي زانثي ونيولز أولد بويز.

## وصلات خارجية
- داميان مانسو على موقع الاتحاد الدولي (مؤرشف)  (الإنجليزية)
- داميان مانسو على موقع رابطة كرة القدم الفرنسية للمحترفين (الإنجليزية)
- داميان مانسو على موقع إي إس بي إن إف سي (الإنجليزية)
- داميان مانسو على موقع قاعدة بيانات كرة القدم.إي يو (الإنجليزية)
- داميان مانسو على موقع Soccerway.com (الإنجليزية)
- داميان مانسو على موقع عالم كرة القدم.نت (الإنجليزية)